# 桂木美雪
桂木 美雪（かつらぎ みゆき、1970年11月28日 - ）は、日本のAV女優。東京都出身。

## 略歴
1989年から1991年にかけて活動した。高校時代から桂木美由紀・桂木みゆき・桂木美雪の芸名で水着や下着のモデルとして活躍し、卒業後の1989年6月に『ボトムライン』（宇宙企画）でAVデビュー。セクシー系の女優で、山下麻衣・秋山まり子・桐嶋ゆうと共にアテナ映像の「NEWセクシーメイツ」として活躍した。
1991年頃に引退したと見られる。桂木のビデオは、人気作品として現在も高額な価格で取引されている。

## 出演作品

### アダルトビデオ
1988年
- ジュース11 発禁乳首（5月26日、ビップ）＊オムニバス作品

1989年
- ボトムライン（6月25日、宇宙企画）※AVデビュー作
- 性感聖女 18歳（8月11日、ATHENA）
- 初心～うぶ～（9月6日、コロナ社）
- ミスキャスト（10月8日、宇宙企画）
- 桂木美雪のエッチな企画課 残業命令（11月5日、Mink）
- NEWセクシーメイツ 爆裂FUCK（11月21日、アテナ映像）＊オムニバス作品
- 乙女銀座 Vol.1（11月25日、宇宙企画）＊オムニバス作品
- はじめての1歩（12月5日、フェニックス）
- 狂い咲き美人 淫花（芳友舎 SSV-041）
- 唇から媚薬（FIRST LADY）
- ただ一度の誤ち（シャリオ）

1990年
- NEWセクシーメイツ 奥までアタル超ピストン（1月21日、アテナ映像）＊オムニバス作品
- その女、教師につき（2月24日、新東宝）
- NEWセクシーメイツ 私を変態にさせないで（3月21日、アテナ映像）＊オムニバス作品
- 若奥様下半身の秘密（4月20日、VISUAL ONE）
- ビデオマガジン おとこの遊艶地 16（4月、リイド社）＊オムニバス作品
- NEWセクシーメイツ ヌケヌケフィニッシュ大狂乱（5月31日、アテナ映像）＊オムニバス作品
- ナース天国 淫らな指 杉森久美子・山下麻衣・桂木美雪（6月5日、笠倉出版社）
- ナース乙女の下半身　杉森久美子 山下麻衣・桂木美雪（6月5日、ファイブスター）
- 隣の若奥様 2 桂木美雪・山下麻衣・林由美香（7月1日、笠倉出版社）
- ランジェリー大会 濃縮20連発 3（8月25日、ファイブスター FV-8808）全10名
- 先生!そんなこと…して下さい 桂木美雪・小暮千絵（9月21日、大陸書房）
- ランジェリー大会 濃縮10連発 3 樹まり子・桂木美雪・松本まりな・五島めぐ・結城ゆかり（10月5日、笠倉出版社 AJV31-40）全5名
- 糸をひく狂騒曲 淫ら花・狂い花（ビデオプラザ SG-005）
- ONANIEショー 3（希宝舎 CK-1136）全5名

1991年
- 高級微笑女倶楽部 2 桂木美雪・森村あすか・藤木流花・朝比奈樹里（1月7日、コロナ社）全4名
- ベストAVギャル’91 10人の女神うずく！（2月8日、大陸書房 PV-1717）全10名
- 高級制服倶楽部 Vol.2 桂木美雪・高見沢杏奈・川島美優・朝吹聖奈（6月23日、宇宙企画）全4名
- 口内ワイセツ（8月21日、ARENA）
- トロピカル イン バリ島（11月1日、アダムズ）
- しゃぶり上手（ダイヤビデオ）

1995年
- ナースクリニック〜太いのしましょ（8月、スコイア）CD-ROM MAGAZINE＊オムニバス作品

2001年以降
- お宝コレクション 水木彩・桂木美雪（2001年11月29日、デジタル・コミュニケーションズ）
- REVIVAL COLLECTION 6 よみがえるAV黄金期の女優たち 2 イヴ 憂木瞳 村上麗奈 桂木美雪 菊池エリ（写真集+DVD）（2003年4月1日、鹿砦社 RS-06）全5名

発売年不明
- OH!満子（V&R）VHS - 下着モデル時代
- 若奥様ムッチリ同級生 桂木美雪・君島愛・林由美香・山下麻衣（サイラ）VHS
- 火砕流より激しくやって!（ラブリー・クイーン NM-08）VHS
- 凄絶 Ｈな看護婦さん（コア）VHS
- 可愛い牝猫（希宝舎）VHS
- おとこの遊艶地 16 手塚まゆみ 桂木美雪 坂口真保 ほか（リイド社）VHS

### 成人向け映画
- 制服本番 おしえて!（1990年4月、配給：エクセスフィルム）監督:常本琢招 主演:山下麻衣＊『不毛な制服　恥ずかしい半熟』にタイトル変更し2008年5月再公開　配給：新日本映像 [1]

### カセット
- マドンナメイトカセット　桂木美雪 あぶない性感検査（1989年9月25日、二見書房）

## 書籍

### 写真集
- マドンナメイト写真集 桂木美雪（1989年8月25日、二見書房）撮影：野川勇 ISBN 9784576891118
- 写真集 スコラスペシャル 7 SUPER NUDE COLLECTION 3 松坂季実子・松本まりな・樹まり子 ほか（1990年1月8日、スコラ）ISBN 9784796295062 全28名
- REVIVAL COLLECTION 6 よみがえるAV黄金期の女優たち 2 イヴ 憂木瞳 村上麗奈 桂木美雪 菊池エリ（写真集+DVD）（2003年4月1日、鹿砦社 RS-06）ISBN 9784846304966 全5名

### 雑誌
- Beppin 1989年5月号（英知出版）
- クラスメイトDX 1989年12月号（少年出版社）
- 熱写ボーイ 1989年12月号（東京三世社）
- 魅惑のランジェリー 1990年4月号（光彩書房）
- URECCO 1990年7月号（ミリオン出版）
- ザ・ヒット ホット・アルバム PART3（1991年3月1日、三和出版）

## その他の出演

### テレビ番組
- 志村けんのだいじょうぶだぁ（フジテレビ）
- はいすくーる落書2（TBSテレビ）
- オールナイトフジ（フジテレビ）
- 11PM（日本テレビ）
- トゥナイト（テレビ朝日）
- 芸能人水泳大会
- ラジオDEごめん（中京テレビ）

### ラジオ番組
- 吉田照美のやる気MANMAN!（文化放送）

## ディスコグラフィ

### シングルCD
- メロメロMAGIC / ガラスの迷路（セクシーメイツ）（Victor）